# Torneo Nacional de Boxeo Playa Girón 2015
Das Torneo Nacional de Boxeo Playa Girón 2015 wurde vom 13. bis zum 19. Dezember 2015 in Camagüey ausgetragen und war die 54. Austragung der nationalen kubanischen Meisterschaften im Amateurboxen.

## Medaillengewinner
Die Meistertitel wurden in zehn Gewichtsklassen vergeben.
| Gewichtsklasse                   | Gold                | Silber                  | Bronze            |
| -------------------------------- | ------------------- | ----------------------- | ----------------- |
| Leichtfliegengewicht (bis 49 kg) | Santiago Amador     | Jorge Altunaga          | Alejandro Delgado |
| Leichtfliegengewicht (bis 49 kg) | Santiago Amador     | Jorge Altunaga          | Joahnys Argilagos |
| Fliegengewicht (bis 52 kg)       | Yosvany Veitía      | Frank Saldivar          | Raicel Moncada    |
| Fliegengewicht (bis 52 kg)       | Yosvany Veitía      | Frank Saldivar          | Jorge Cordero     |
| Bantamgewicht (bis 56 kg)        | Robeisy Ramírez     | Javier Ibañez           | Norlan Yera       |
| Bantamgewicht (bis 56 kg)        | Robeisy Ramírez     | Javier Ibañez           | Maikel Franco     |
| Leichtgewicht (bis 60 kg)        | Lázaro Álvarez      | Pablo Vicente           | Dariesky Palmero  |
| Leichtgewicht (bis 60 kg)        | Lázaro Álvarez      | Pablo Vicente           | Armando Martínez  |
| Halbweltergewicht (bis 64 kg)    | Yasniel Toledo      | Kevin Hayler Brown      | Luis Oliva        |
| Halbweltergewicht (bis 64 kg)    | Yasniel Toledo      | Kevin Hayler Brown      | Andy Cruz Gómez   |
| Weltergewicht (bis 69 kg)        | Roniel Iglesias     | Arisnoide Despaigne     | Marlon Lispier    |
| Weltergewicht (bis 69 kg)        | Roniel Iglesias     | Arisnoide Despaigne     | Alex Pérez        |
| Mittelgewicht (bis 75 kg)        | Arlen López         | Osleys Iglesias Estrada | Humberto Guerra   |
| Mittelgewicht (bis 75 kg)        | Arlen López         | Osleys Iglesias Estrada | Yainier Abreu     |
| Halbschwergewicht (bis 81 kg)    | Julio César La Cruz | Jorge Luis Garbey       | Yasmany Reyes     |
| Halbschwergewicht (bis 81 kg)    | Julio César La Cruz | Jorge Luis Garbey       | Enevadi Veguet    |
| Schwergewicht (bis 91 kg)        | Frank Sánchez       | Erislandy Savón         | Carlos Silot      |
| Schwergewicht (bis 91 kg)        | Frank Sánchez       | Erislandy Savón         | Henrich Ruíz      |
| Superschwergewicht (über 91 kg)  | Leinier Perot       | Yoandris Toirac         | Yuniel Castro     |
| Superschwergewicht (über 91 kg)  | Leinier Perot       | Yoandris Toirac         | Alieski Ruíz      |